# Cranggang
Cranggang is een bestuurslaag in het regentschap Kudus van de provincie Midden-Java, Indonesië. Cranggang telt 4652 inwoners (volkstelling 2010).